# فهرست دوره‌های مجلس ایران
فهرست دوره‌های مجلس ایران فهرستی از دوره‌های مجلس شورای ملی (۱۳۵۷–۱۲۸۵)، مجلس سنا (۱۳۵۷–۱۳۲۸)، مجلس شورای اسلامی (از ۱۳۵۹) و مجلس خبرگان رهبری (از ۱۳۶۲) را دربر دارد.

## مجلس شورا
| مجلس شورای ملی    | مجلس شورای ملی | مجلس شورای ملی  | مجلس شورای ملی   | مجلس شورای ملی         |
| ردیف              | دوره           | گشایش           | پایان            | شاه                    |
| ----------------- | -------------- | --------------- | ---------------- | ---------------------- |
| ۱                 | یکم            | ۱۴ مهر ۱۲۸۵‏     | ۲ تیر ۱۲۸۷‏       | مظفرالدین‌شاه قاجار     |
| ۱                 | یکم            | ۱۴ مهر ۱۲۸۵‏     | ۲ تیر ۱۲۸۷‏       | محمدعلی‌شاه قاجار       |
| ۲                 | دوم            | ۲۴ آبان ۱۲۸۸‏    | ۳ دی ۱۲۹۰‏        | احمدشاه قاجار          |
| ۳                 | سوم            | ۱۴ آذر ۱۲۹۳‏     | ۲۱ آبان ۱۲۹۴‏     | احمدشاه قاجار          |
| ۴                 | چهارم          | ۱ تیر ۱۳۰۰‏      | ۳۰ خرداد ۱۳۰۲‏    | احمدشاه قاجار          |
| ۵                 | پنجم           | ۲۲ بهمن ۱۳۰۲‏    | ۲۲ بهمن ۱۳۰۴‏     | احمدشاه قاجار          |
| ۵                 | پنجم           | ۲۲ بهمن ۱۳۰۲‏    | ۲۲ بهمن ۱۳۰۴‏     | رضاشاه پهلوی           |
| ۶                 | ششم            | ۱۹ تیر ۱۳۰۵‏     | ۲۲ مرداد ۱۳۰۷‏    |                        |
| ۷                 | هفتم           | ۱۹ مهر ۱۳۰۷‏     | ۱۴ آبان ۱۳۰۹‏     |                        |
| ۸                 | هشتم           | ۲۴ آذر ۱۳۰۹‏     | ۲۴ دی ۱۳۱۱‏       |                        |
| ۹                 | نهم            | ۲۴ اسفند ۱۳۱۱‏   | ۲۴ فروردین ۱۳۱۴‏  |                        |
| ۱۰                | دهم            | ۱۵ خرداد ۱۳۱۴‏   | ۲۲ خرداد ۱۳۱۶‏    |                        |
| ۱۱                | یازدهم         | ۲۰ شهریور ۱۳۱۶‏  | ۲۷ شهریور ۱۳۱۸‏   |                        |
| ۱۲                | دوازدهم        | ۳ آبان ۱۳۱۸‏     | ۹ آبان ۱۳۲۰‏      |                        |
| ۱۲                | دوازدهم        | ۳ آبان ۱۳۱۸‏     | ۹ آبان ۱۳۲۰‏      | محمدرضاشاه پهلوی       |
| ۱۳                | سیزدهم         | ۲۲ آبان ۱۳۲۰‏    | ۱ آذر ۱۳۲۲‏       |                        |
| ۱۴                | چهاردهم        | ۱۶ اسفند ۱۳۲۲‏   | ۲۱ اسفند ۱۳۲۴‏    |                        |
| ۱۵                | پانزدهم        | ۲۵ تیر ۱۳۲۶‏     | ۶ مرداد ۱۳۲۸‏     |                        |
| ۱۶                | شانزدهم        | ۲۰ بهمن ۱۳۲۸‏    | ۲۹ بهمن ۱۳۳۰‏     |                        |
| ۱۷                | هفدهم          | ۷ اردیبهشت ۱۳۳۱ | ۲۸ آبان ۱۳۳۲     |                        |
| ۱۸                | هجدهم          | ۲۷ اسفند ۱۳۳۲   | ۲۶ فروردین ۱۳۳۵  |                        |
| ۱۹                | نوزدهم         | ۱۰ خرداد ۱۳۳۵   | ۲۹ خرداد ۱۳۳۹    |                        |
| ۲۰                | بیستم          | ۲ اسفند ۱۳۳۹    | ۱۹ اردیبهشت ۱۳۴۰ |                        |
| ۲۱                | بیست و یکم     | ۱۴ مهر ۱۳۴۲     | ۱۳ مهر ۱۳۴۶      |                        |
| ۲۲                | بیست و دوم     | ۱۴ مهر ۱۳۴۶     | ۹ شهریور ۱۳۵۰    |                        |
| ۲۳                | بیست و سوم     | ۹ شهریور ۱۳۵۰   | ۱۶ شهریور ۱۳۵۴   |                        |
| ۲۴                | بیست و چهارم   | ۱۷ شهریور ۱۳۵۴  | ۲۰ بهمن ۱۳۵۷     |                        |
| مجلس شورای اسلامی |                |                 |                  |                        |
| ردیف              | دوره           | گشایش           | پایان            | رهبر                   |
| ۲۵                | یکم            | ۷ خرداد ۱۳۵۹    | ۶ خرداد ۱۳۶۳     | آیت‌الله روح‌الله خمینی  |
| ۲۶                | دوم            | ۷ خرداد ۱۳۶۳    | ۶ خرداد ۱۳۶۷     | آیت‌الله روح‌الله خمینی  |
| ۲۷                | سوم            | ۷ خرداد ۱۳۶۷    | ۶ خرداد ۱۳۷۱     | آیت‌الله روح‌الله خمینی  |
| ۲۷                | سوم            | ۷ خرداد ۱۳۶۷    | ۶ خرداد ۱۳۷۱     | آیت‌الله سیدعلی خامنه‌ای |
| ۲۸                | چهارم          | ۷ خرداد ۱۳۷۱    | ۱۱ خرداد ۱۳۷۵    |                        |
| ۲۹                | پنجم           | ۱۲ خرداد ۱۳۷۵   | ۶ خرداد ۱۳۷۹     |                        |
| ۳۰                | ششم            | ۷ خرداد ۱۳۷۹    | ۶ خرداد ۱۳۸۳     |                        |
| ۳۱                | هفتم           | ۷ خرداد ۱۳۸۳    | ۶ خرداد ۱۳۸۷     |                        |
| ۳۲                | هشتم           | ۷ خرداد ۱۳۸۷    | ۶ خرداد ۱۳۹۱     |                        |
| ۳۳                | نهم            | ۷ خرداد ۱۳۹۱    | ۷ خرداد ۱۳۹۵     |                        |
| ۳۴                | دهم            | ۸ خرداد ۱۳۹۵    | ۶خرداد ۱۳۹۹      |                        |
| ۳۵                | یازدهم         | ۷خرداد ۱۳۹۹     | ۶خرداد۱۴۰۳       |                        |
| ۳۶                | دوازدهم        | ۷ خرداد۱۴۰۳     | در حال فعالیت    |                        |

## مجلس سنا
| مجلس سنا | مجلس سنا | مجلس سنا       | مجلس سنا         |
| ردیف     | دوره     | گشایش          | پایان            |
| -------- | -------- | -------------- | ---------------- |
| ۱        | یکم      | ۲ بهمن ۱۳۲۸‏    | ۲۸ آذر ۱۳۳۲‏      |
| ۲        | دوم      | ۲۷ اسفند ۱۳۳۲‏  | ۲۵ اسفند ۱۳۳۸‏    |
| ۳        | سوم      | ۳ فروردین ۱۳۳۹‏ | ۱۹ اردیبهشت ۱۳۴۰‏ |
| ۴        | چهارم    | ۱۴ مهر ۱۳۴۲‏    | ۱۲ مهر ۱۳۴۶‏      |
| ۵        | پنجم     | ۱۴ مهر ۱۳۴۶‏    | ۹ شهریور ۱۳۵۰‏    |
| ۶        | ششم      | ۹ شهریور ۱۳۵۰‏  | ۱۶ شهریور ۱۳۵۴‏   |
| ۷        | هفتم     | ۱۷ شهریور ۱۳۵۴‏ | ۲۲ بهمن ۱۳۵۷‏     |

## مجلس خبرگان رهبری
| مجلس خبرگان رهبری | مجلس خبرگان رهبری | مجلس خبرگان رهبری | مجلس خبرگان رهبری |
| ردیف              | دوره              | گشایش             | پایان             |
| ----------------- | ----------------- | ----------------- | ----------------- |
| ۱                 | یکم               | ۲۴ مرداد ۱۳۶۲     | ۱ اسفند ۱۳۶۹      |
| ۲                 | دوم               | ۲ اسفند ۱۳۶۹      | ۳ اسفند ۱۳۷۷      |
| ۳                 | سوم               | ۴ اسفند ۱۳۷۷      | ۳۰ بهمن ۱۳۸۵      |
| ۴                 | چهارم             | ۱ اسفند ۱۳۸۵      | ۳ خرداد ۱۳۹۵      |
| ۵                 | پنجم              | ۴ خرداد ۱۳۹۵      | ۱خرداد ۱۴۰۳       |
| ۶                 | ششم               | ۲ خرداد ۱۴۰۳      | در حال تصدی       |

## یادکرد منابع
1. 1 2  آشنایی با تاریخ مجالس قانونگذاری،  ۷.
2. 1 2  آشنایی با تاریخ مجالس قانونگذاری،  ۳۳.
3. 1 2  آشنایی با تاریخ مجالس قانونگذاری.
4. 1 2  آشنایی با تاریخ مجالس قانونگذاری،  ۷۷.
5. 1 2  آشنایی با تاریخ مجالس قانونگذاری،  ۱۰۱.
6. 1 2  آشنایی با تاریخ مجالس قانونگذاری،  ۱۲۵.
7. 1 2  آشنایی با تاریخ مجالس قانونگذاری،  ۱۴۳.
8. 1 2  آشنایی با تاریخ مجالس قانونگذاری،  ۱۵۹.
9. 1 2  آشنایی با تاریخ مجالس قانونگذاری،  ۱۷۳.
10. 1 2  آشنایی با تاریخ مجالس قانونگذاری،  ۱۸۷.
11. 1 2  آشنایی با تاریخ مجالس قانونگذاری،  ۲۰۳.
12. 1 2  آشنایی با تاریخ مجالس قانونگذاری،  ۲۱۹.
13. 1 2  آشنایی با تاریخ مجالس قانونگذاری،  ۲۳۵.
14. 1 2  آشنایی با تاریخ مجالس قانونگذاری،  ۲۶۱.
15. 1 2  آشنایی با تاریخ مجالس قانونگذاری،  ۳۰۹.
16. 1 2  آشنایی با تاریخ مجالس قانونگذاری،  ۳۳۹.
17. 1 2 3 4 5 6 7 8 9 10 11 12 13 14 15 16  نظری، رجال پارلمانی ایران.
18. 1 2 3 4 5 6 7 8 9 10 11 12 13 14  «مجلس سنا»،  دائرةالمعارف فارسی.